# Tymostymulina
Tymostymulina – preparat hormonalny otrzymywany z grasicy cielęcej, stosowany w następujących przypadkach:
- pierwotne lub wtórne niedobory immunologiczne,
- w chorobie nowotworowej, gdy stwierdzono współistnienie zaburzeń odpornościowych,
- w chorobach z autoagresji,
- w przewlekłych chorobach infekcyjnych,
- przewlekłe zapalenie wątroby,
- wczesny okres stwardnienia zanikowego bocznego,
- reumatoidalne zapalenie stawów.

Przeczytaj ostrzeżenie dotyczące informacji medycznych i pokrewnych zamieszczonych w Wikipedii.